# تتسو کاتایاما
تتسو کاتایاما (انگلیسی: Tetsu Katayama؛ زاده ۲۸ ژوئیهٔ ۱۸۸۷ – درگذشته ۳۰ مهٔ ۱۹۷۸) یک سیاست‌مدار اهل ژاپن بود.